# Final Liberation: Warhammer Epic 40,000
Final Liberation: Warhammer Epic 40,000 est un jeu vidéo de type wargame, réalisé pour Microsoft Windows en 1997. Il est connu pour être le premier jeu vidéo basé sur Epic, un Jeu de figurines se déroulant dans l'univers fictif de Warhammer 40.000, dans une tentative de recréer l'expérience de ce jeu sur un ordinateur plutôt que de simplement s'en servir comme toile de fond. Ainsi, Final Liberation emprunte beaucoup, en termes de règles comme de style, au jeu de figurines, requérant du joueur un mélange de chance et de stratégie pour obtenir la victoire.

## Système de jeu
Final Liberation est un wargame à l'échelle tactique qui s’appuie sur le moteur de jeu de Steel Panthers pour simuler des affrontements dans l’univers du jeu de figurines Warhammer 40,000. Le joueur incarne un commandant de la garde impériale, qui est la force armée de l’empire galactique des humains. Le jeu intègre une campagne, dont l’objectif est de reconquérir une planète envahie par une horde d’Orks, ainsi qu’un générateur de scénarios aléatoires. Dans le premier scénario de la campagne, le joueur bénéficie du soutien des Space Marines. Dans les suivantes, il ne peut compter que sur les troupes de la garde, même si les Space Marines peuvent ponctuellement lui venir en aide. Les missions se déroulent sur des champs de batailles en 3D isométrique sur lesquels les unités sont représentées par des sprites. Les champs de batailles sont parsemés d’obstacles, comme des ruines ou des rivières de boue toxiques, et gardent les séquelles des combats qui s’y déroulent : les bâtiments peuvent par exemple s’écrouler, les tirs d’artillerie lourde creusent des cratères  et le champ de bataille est rapidement couvert de cadavres et de carcasses de véhicules mis hors de combats. Le jeu se déroule au tour par tour, suivant un système proche de celui de Steel Panthers mais plus simple. Les mouvements et les tirs peuvent ainsi être effectués de manière combinée et, plus une unité se déplace loin, moins elle peut utiliser ses armes. Lorsqu’une unité (d’infanterie ou de véhicules) subit d’importants dégâts, elles gagnent des points de surpression qui, à partir d’un certain niveau, lui fait perdre en efficacité et peut même mettre l’unité en déroute. Dans la campagne, les unités gagnent de l’expérience au fur et à mesure des missions, ce qui leur permet de monter en grade (de bleu à vétéran) et de devenir plus efficace au combat. Entre les missions, le joueur peut de plus améliorer ses unités en achetant du matériel plus puissant ou en recrutant de nouveaux soldats.
Le jeu inclut plus d’une dizaine d’unités d’infanterie différentes, spécialisées dans différents domaines comme la guerre du désert ou les armes lourdes. Il intègre également plus d’une dizaine de véhicules différents, incluant de l’artillerie autotractée, des transports de troupes et des chars d’assaut légers et lourds. Il inclut enfin des robots géants et quelques engins volants dont des chasseurs, des véhicules anti-gravités et des transports de troupes. Les unités et les véhicules sont directement inspirés de l’univers de Warhammer 40,000.

## Modes de jeu
Le jeu possède deux modes : Campagne et Escarmouche. Dans le mode Campagne, le joueur traverse une série de batailles pour éradiquer les envahisseurs orks de la planète Volistad. Les unités sont recrutées grâce à des ressources, accumulées tout au long de la campagne, et possèdent un système de points d'expérience rendant les nouvelles recrues moins efficaces que les vétérans. Ce mode est seulement prévu pour un joueur.
Dans le mode Escarmouche, le joueur peut mettre sur pied une bataille contre un ou plusieurs adversaires gérés soit par l'ordinateur, soit par d'autres joueurs, avec les systèmes de tour par tour, de jeu en réseau local, ou par Internet. Ces batailles peuvent être disputées sur des cartes de différentes tailles.

## Scénario
La campagne présente une intrigue non-linéaire où le joueur prend le contrôle des forces de l'Imperium pour libérer la planète Volistad des pillards orks. La taille du territoire contrôlé à la fin de chaque tour détermine les ressources disponibles pour le remplacement et les réparations des unités de l'armée (système de points). La conquête de certaines régions donne accès à des unités spécialisées comme des blindés super-lourds ou d'imposants titans.
Les missions sont également ponctuées de cinématiques.

## Mods
Après une longue pétition, Holistic Design a réalisé une série d'outils permettant la création de cartes et d'unités. Plusieurs joueurs ont alors utilisés ces outils pour réaliser un mod basé sur les armées du Chaos du jeu Epic. Le mod n'a pas dépassé la version alpha, mais malgré la perte d'intérêt du public et des développeurs pour le jeu, une petite communauté existe encore autour de celui-ci.

## Accueil
| Final Liberation      |      |       |
| Média                 | Pays | Notes |
| Computer Gaming World | US   | 4/5   |
| Cyber Stratège        | FR   | 4/5   |
| Game Revolution       | US   | C     |
| GameSpot              | US   | 81 %  |
| Gen4                  | FR   | 2/5   |
| Joystick              | FR   | 85 %  |
| PC Gamer UK           | GB   | 66 %  |